# Lilly Kaden
Lilly Kaden (6 september 2001) is een atleet uit Duitsland.
Ze komt uit voor LG Olympia uit Dortmund.
Op de Europese kampioenschappen O23 won Kaden de 100 meter sprint en de 4x100 meter estafette.

## Persoonlijk record
| Onderdeel   | Resultaat | Jaar |
| ----------- | --------- | ---- |
| 100 m       | 11.28 s   | 2021 |
| 200 m       | 23.32 s   | 2021 |
| verspringen | 5.03 m    | 2019 |

| Onderdeel | Resultaat | Jaar |
| --------- | --------- | ---- |
| 60 m      | 7.36 s    | 2021 |

- World Athletics: 14734885